# Passeport zambien
Le passeport zambien est un document de voyage international délivré aux ressortissants zambiens, et qui peut aussi servir de preuve de la citoyenneté zambienne. 

## Liste des pays sans visa ou visa à l'arrivée
Congo
Belgique 
Togo
Canada 
Gabon
Suisse